# 瓦利亚 (西哥特国王)
瓦利亚（英語：Wallia or Walha，385年—418年），415年至418年期间，他是西哥特国王，并获得了伟大战士和谨慎统治者的声誉。

## 生平
415年，当阿陶尔夫和西格里克相继被暗杀后，他被推选为王位继承人。他在任时期，西哥特人开始向西班牙扩张。416至417年期间，他率领大军进攻至直布罗陀海峡，在418年进攻伊斯帕尼亚联军，其军队摧毁了西林汪达尔人。随后占领了阿兰人控制的卢西塔尼亚地区，并迫使幸存的阿兰人逃至国王贡德里克的控制下。418年，他与弗拉维乌斯·奥古斯都·霍诺留皇帝和解，并接受了与罗马帝国的条约。他还把霍诺里乌斯的妹妹加拉·普拉西提阿奉还。作为这些安排的回报，瓦利亚在公元417年获得了从卢瓦尔河与加龙河之间阿基坦领地，并作为西哥特人的联盟中心。他在图卢兹建立了自己的宫廷，并在公元5世纪成为西哥特的首都。

## 家庭
一些史料称，他与阿拉里克只是姻亲关系。他的继任者是阿拉里克的私生子或女婿西奥多里克。瓦利亚的女儿嫁给了狄奥多里克一世，是勃艮第国王李希梅尔的母亲和贡多瓦赫的祖母。
瓦利亚也被一些资料认为是传说人物阿基坦的怀特的原型。